# Glaine-Montaigut
Glaine-Montaigut là một xã ở tỉnh Puy-de-Dôme trong vùng Auvergne-Rhône-Alpes miền trung nước Pháp.